# 3M Open
3M Open là một giải golf chuyên nghiệp thuộc hệ thống giải của PGA Tour, được tổ chức tại TPC Twin Cities ở Blaine, Minnesota, vùng ngoại ô phía bắc Minneapolis. Giải được PGA Tour công bố vào tháng 6 năm 2018 và lần đầu tổ chức vào 4–7 tháng 7 năm 2019. Công ty 3M có trụ sở ở Minnesota là nhà tài trợ tên giải đấu.
Đây là giải đấu tiếp nối giải 3M Championship, một sự kiện thuộc hệ thống PGA Tour Champions trong 26 năm (1993–2018) cũng được tổ chức tại TPC Twin Cities kể từ 2001.

## Vô địch
| Năm  | Vô địch          | Số gậy | Dưới par | Cách biệt với người nhì | Á quân                                            | Tổng tiền (USD) | Tiền thưởng vô địch |
| ---- | ---------------- | ------ | -------- | ----------------------- | ------------------------------------------------- | --------------- | ------------------- |
| 2022 | Tony Finau       | 267    | −17      | 3 gậy                   | Emiliano Grillo Im Sung-jae                       | 7.500.000       | 1.350.000           |
| 2021 | Cameron Champ    | 269    | −15      | 2 gậy                   | Louis Oosthuizen Charl Schwartzel Jhonattan Vegas | 6.600.000       | 1.188.000           |
| 2020 | Michael Thompson | 265    | −19      | 2 gậy                   | Adam Long                                         | 6.600.000       | 1.188.000           |
| 2019 | Matthew Wolff    | 263    | −21      | 1 gậy                   | Bryson DeChambeau Collin Morikawa                 | 6.400.000       | 1.152.000           |